# Kodigehalli, Bangalore South
Kodigehalli là một làng thuộc tehsil Bangalore South, huyện Bangalore Urban, bang Karnataka, Ấn Độ.